# التأويل الفلسفي للفيزياء الكلاسيكية
حلت ميكانيكا الكم محل فيزياء نيوتن الكلاسيكية على المقياس الصغير، وحلت النسبية محلها على المقياس الكبير. نظرًا إلى أن معظم الناس يستمرون في التفكير من ناحية نوع الأحداث التي ندركها على النطاق البشري للحياة اليومية، أصبح من الضروري أن نقدم تأويلًا فلسفيًا جديدًا للفيزياء الكلاسيكية. تعمل الفيزياء الكلاسيكية بصورة جيدة للغاية في نطاق الملاحظات خاصتها، لكن تنبؤاتها لم تكن دقيقة في المقياس الصغير جدًا –الأنظمة ذات النطاق ذري- وعندما تتحرك الأجسام بسرعة للغاية أو إذا كانت شديدة الضخامة. بالنظر إلى الفيزياء الكلاسيكية بعين ميكانيكا الكم أو النسبية، يمكننا الآن أن نرى أنها مستمدة من واقع تجاربنا اليومية، متضمنة أفكارًا لا يوجد دليل فعلي عليها. على سبيل المثال، إحدى الأفكار الشائع اعتناقها هي وجود زمن مطلق يتشاركه كل المراقبين. وفكرة أخرى هي أن الإلكترونات كيانات منفصلة مثل كواكب مصغرة تحيط بنواة في مدارات محددة.
يقول مبدأ التوافق إن الحسابات الكلاسيكية هي تقريب لميكانيكا الكم التي تساوي ميكانيكا الكم لأغراض عملية عند التعامل مع أحداث على نطاق كبير.
تحدث عدة مشاكل إذا استُخدمت الميكانيكا الكلاسيكية في وصف النظم الكمية مثل الكارثة فوق البنفسجية في إشعاع الجسم الأسود ومعضلة غيبز وغياب نقطة الصفر بالنسبة للإنتروبيا.
نظرًا إلى أن الفيزياء الكلاسيكية تتوافق أكثر مع اللغة العادية أكثر من الفيزياء الحديثة، فهذا الموضوع هو أيضًا جزء من التأويل الفلسفي للغة العادية، التي لها أوجه أخرى أيضًا.

## عملية القياس
في الميكانيكا الكلاسيكية، يفترض أن خصائص معينة مثل سرعة جسيم أو كتلته أو درجة حرارة الغاز… إلخ، يمكن قياسها بأي درجة نرغبها من الدقة.
أظهرت دراسة لمشكلة القياس في ميكانيكا الكم أن قياس أي جسم يتضمن تفاعلات بين جهاز القياس والجسم التي تؤثر فيه في النهاية بطريقة ما، على مستوى الجسيمات هذا التأثير كبير بالضرورة. على مستوى الأجسام الكبيرة اليومي يمكن أن يكون التأثير ضئيلًا.
بالإضافة إلى ذلك، تتجاهل المعالجة المثالية الكلاسيكية لخاصية تقاس ببساطة حقيقة أن قياس خاصية –لنفرض أنها درجة حرارة غاز- تتضمن حسابًا مسبقًا لسلوك جهاز القياس. عندما كُرست الجهود لحل التعريفات الإجرائية المتضمنة في تحديد المكان والزخم بدقة للكيانات صغيرة النطاق، كان على الفيزيائيين رغمًا عنهم أن يضعوا بالمثل في الاعتبار أجهزة القياس التي تُستخدم على هذا النطاق. تُعرف التجربة الفكرية الرئيسة في هذا الصدد كميكروسكوب هايزنبرغ.
مشكلة الفرد هي كيف يصف جزءًا من الواقع ليس لديه أي تجربة حسية معه. تجد استفسارنا في مجال الكم الأهم هو أيًا كان ما يحدث بين الأحداث التي نحصل من خلالها على معلوماتنا فقط. تعتمد حساباتنا الخاصة بالمجال الكمي على تفاعلات أدوات النطاق الكبير وأعضاء الإحساس بالأحداث المادية، وتعطينا هذه التفاعلات بعض المعلومات التي نسعى للحصول عليها لا كلها. ثم نسعى لاستخلاص مزيد من المعلومات من سلسلة هذه التجارب بطريقة غير مباشرة.